# 103ª Brigata di difesa territoriale
La 103ª Brigata autonoma di difesa territoriale "Metropolita Andrej Šeptyc'kyj" (in ucraino 103-тя окрема бригада територіальної оборони імені митрополита Андрея Шептицького?, 103-tja okrema bryhada terytorial'noї oborony imeni mytropolyta Andreja Šeptyc'koho, unità militare А7031) è la principale unità delle Forze di difesa territoriale dell'Ucraina dell'oblast' di Leopoli, subordinata al Comando operativo "Ovest" delle Forze terrestri.

## Storia
La brigata è stata costituita il 27 giugno 2018, e ha svolto esercitazioni militari nell'autunno seguente, venendo ispezionata il 18 ottobre dal presidente ucraino Petro Porošenko in occasione della Giornata dei Soldati della Difesa Territoriale. Fra il 17 e il 20 luglio 2019 circa 200 ufficiali di riserva della brigata si sono addestrati presso il centro internazionale di Javoriv.
L'unità è stata mobilitata in seguito all'invasione russa dell'Ucraina del 2022, venendo schierata in Donbass a partire da aprile. Insieme alla 113ª Brigata di difesa territoriale ha ricoperto un importante ruolo durante la controffensiva ucraina nella regione di Charkiv del settembre 2022, attaccando verso Čkalovs'ke e Ševčenkove, supportando l'avanzata su Balaklija e permettendo alla 25ª Brigata aviotrasportata e all'80ª Brigata d'assalto aereo di catturare Kup"jans'k. Il 30 settembre è stata onorata dal presidente dell'Ucraina Zelens'kyj per la liberazione di Jampil'. Nelle settimane successive ha supportato l'avanzata ucraina a est del fiume Oskol, in particolare nell'area antistante Svatove. A dicembre elementi della brigata sono stati impiegati a sostegno della 10ª Brigata d'assalto da montagna fra Bachmut e Sivers'k. Il 2 ottobre 2023 la brigata ha ricevuto la bandiera di guerra da parte del comandante in capo delle Forze di difesa territoriale Ihor Tancjura. A marzo 2024 elementi della brigata hanno supportato il 1º Battaglione d'assalto della 67ª Brigata meccanizzata, ottenendo alcuni guadagni territoriali in direzione del villaggio di Tabaïvka, nel settore di Kup"jans'k.
A partire dal 6 agosto 2024 la brigata ha preso parte all'offensiva ucraina nell'oblast' di Kursk, proteggendo il fianco sinistro del saliente e mettendo in sicurezza i villaggi di Snagost' e Obuchovka. Nei giorni seguenti ha continuato ad avanzare nel settore a sud di Korenevo. Il 24 agosto, in occasione del Giorno dell'indipendenza dell'Ucraina, la brigata è stata intitolata al metropolita di Leopoli Andrej Szeptycki. Il 9 settembre la brigata, dopo essere stata pesantemente colpita da attacchi aerei per alcuni giorni, è stata attaccata da ovest dalla 155ª Brigata fanteria di marina. Dopo aver respinto questo primo tentativo ha però dovuto cedere terreno agli assalti del 51º Reggimento della 106ª Divisione aviotrasportata, venendo costretta a ritirarsi verso est abbandonando l'area del villaggio di Snagost'.

## Struttura
- Comando di brigata[17]
- 62º Battaglione di difesa territoriale (Leopoli, unità militare А7074)[18]
- 63º Battaglione di difesa territoriale (Červonohrad, unità militare А7075)[19]
- 64º Battaglione di difesa territoriale (Zoločiv, unità militare А7076)[20]
- 65º Battaglione di difesa territoriale (Stryj, unità militare А7077)[21]
- 66º Battaglione di difesa territoriale (Mostys'ka, unità militare А7078)[22]
- 67º Battaglione di difesa territoriale "Petro Sahajdačnyj" (Drohobyč, unità militare А7079)[23]
- 202º Battaglione di difesa territoriale (Sambir, unità militare А7371)[24]
- Compagnia sistemi senza pilota "Rondone"
- Unità di supporto

## Comandanti
- Colonnello Mykola Andruščak (giugno 2018 - gennaio 2022)[25]
- Colonnello Valerij Kurko (gennaio 2022 - febbraio 2024)[26][27]
- Colonnello Ihor Bondarenko (febbraio 2024 - in carica)[28]